# Byrackorna
Byrackorna (originaltitel 2 Stupid Dogs) är en amerikansk tecknad TV-serie skapad av Donovan Cook och producerad av Hanna-Barbera Productions. Serien handlar om två hundar. Serien visades på kanalen TBS från 1993 till 1995. I Sverige har serien visats på TV3 och Cartoon Network, Byrackorna visas numera på Boomerang.
Serien består av 26 avsnitt uppdelade på två säsonger och handlar om Stora hundens och Lilla hundens missöden. I serien förekommer TV-serien Agent Kurre (originaltitel Secret Squirrel) som tidigare haft en egen serie som visades 1965–1966.

## Rollfigurer
- Stora hunden
- Lilla hunden
- Mr. Hollywood